# Timrå IK 2010/2011
Elitserien i ishockey 2010/2011 var Timrå IK:s 14:e säsong i Elitserien i ishockey. 

## Elitserien
| Nr | Lag            | S  | V  | O  | F  | ÖV | ÖF | GM  | IM  | MS  | P  |
| -- | -------------- | -- | -- | -- | -- | -- | -- | --- | --- | --- | -- |
| 1  | HV71 (RM)      | 55 | 24 | 15 | 16 | 9  | 6  | 173 | 143 | +30 | 96 |
| 2  | Färjestads BK  | 55 | 27 | 9  | 19 | 6  | 3  | 154 | 124 | +30 | 96 |
| 3  | Skellefteå AIK | 55 | 25 | 12 | 18 | 9  | 3  | 173 | 145 | +28 | 96 |
| 4  | Luleå HF       | 55 | 23 | 11 | 21 | 8  | 3  | 129 | 115 | +14 | 88 |
| 5  | Linköpings HC  | 55 | 22 | 14 | 19 | 5  | 9  | 138 | 118 | +20 | 85 |
| 6  | Djurgårdens IF | 55 | 22 | 14 | 19 | 4  | 10 | 140 | 139 | +1  | 84 |
| 7  | Brynäs IF      | 55 | 19 | 16 | 20 | 8  | 8  | 147 | 157 | −10 | 81 |
| 8  | AIK (U)        | 55 | 20 | 12 | 23 | 4  | 8  | 131 | 151 | −20 | 76 |
| 9  | Frölunda HC    | 55 | 19 | 12 | 24 | 5  | 7  | 128 | 158 | −30 | 74 |
| 10 | Timrå IK       | 55 | 17 | 13 | 25 | 9  | 4  | 140 | 165 | −25 | 73 |
| 11 | Södertälje SK  | 55 | 20 | 9  | 26 | 2  | 7  | 132 | 164 | −32 | 71 |
| 12 | Modo           | 55 | 17 | 13 | 25 | 6  | 7  | 147 | 153 | −6  | 70 |

Data hämtade från Svenska Ishockeyförbundet

## Transaktioner[2]
| Nyförvärv till Timrå IK | Nyförvärv till Timrå IK | Nyförvärv till Timrå IK |
| ----------------------- | ----------------------- | ----------------------- |
| Spelare                 | Tidigare klubb          | Kontrakterad            |
| Kim Hirschovits         | HIFK                    | 2 år                    |
| Antti Halonen           | TPS                     | 2 år                    |
| Alexander Larsson       | Sparta Warriors         | 1 år                    |
| Martin Røymark          | Frölunda HC             | 2 år                    |
| Mikko Jokela            | Dynamo Minsk            | 2 år                    |
| Per Hallin              | Södertälje SK           | 1 år                    |
| Juha Pitkämäki          | Ilves                   | 2 år                    |

| Förlänger med Timrå IK | Förlänger med Timrå IK |
| ---------------------- | ---------------------- |
| Spelare                | Kontrakterad           |
| Anton Lander           | 1 år                   |
| Björn Svensson         | 1 år                   |
| Timo Pärssinen         | 2 år                   |
| Elias Granath          | 2 år                   |
| Sebastian Erixon       | 3 år                   |

| Lämnar Timrå IK   | Lämnar Timrå IK |
| ----------------- | --------------- |
| Spelare           | Nytt lag        |
| Laurent Meunier   | Okänt           |
| Peter Nylander    | Okänt           |
| Kirill Starkov    | Okänt           |
| Eric Moe          | Leksands IF     |
| Jesper Samuelsson | HC Vita Hästen  |
| Kamil Piros       | HV71            |
| Petr Caslava      | CSKA Moskva     |

| Lämnar Timrå IK under säsongen | Lämnar Timrå IK under säsongen | Lämnar Timrå IK under säsongen |
| ------------------------------ | ------------------------------ | ------------------------------ |
| Spelare                        | Nytt lag                       | Datum                          |

## Laguppställning
Uppdaterad 12 maj, 2010.Eliteprospects.com - TimråTimrå IK - Laget

| Nr | Nat      | Spelare           | Pos | S/H | Ålder | Värvad | Födelseort             |
| -- | -------- | ----------------- | --- | --- | ----- | ------ | ---------------------- |
| 1  | Sverige  | Magnus Åkerlund   | M   | R   | 38    |        | Osby, Sverige          |
|    | Finland  | Mikko Jokela      | B   | R   | 44    |        | Villmanstrand, Finland |
|    | Finland  | Antti Halonen     | B   | L   | 43    |        | Kajana, Finland        |
| 3  | Sverige  | Sebastian Erixon  | B   | L   | 35    |        | Sundsvall, Sverige     |
| 4  | Sverige  | Elias Granath     | B   | L   | 39    |        | Borlänge, Sverige      |
| 6  | Sverige  | Fredrik Sonntag   | B   | L   | 37    |        | Nynäshamn, Sverige     |
| 23 | Sverige  | Tomas Skogs       | B   | L   | 41    |        | Mora, Sverige          |
| 33 | Sverige  | Mattias Karlsson  | B   | L   | 39    |        | Storå, Sverige         |
| 36 | Sverige  | Pär Styf          | B   | R   | 45    |        | Sollefteå, Sverige     |
|    | Sverige  | Alexander Larsson | F   | L   | 39    |        | Grästorp, Sverige      |
|    | Norge    | Martin Röymark    | F   | L   | 38    |        | Oslo, Norge            |
|    | Finland  | Kim Hirschovits   | C   | L   | 42    |        | Varkaus, Finland       |
| 7  | Sverige  | Fredrik Hynning   | F   | L   | 41    |        | Stockholm, Sverige     |
| 13 | Kanada   | Daniel Corso      | C   | L   | 46    |        | Montreal, Kanada       |
| 16 | Sverige  | Anton Axelsson    | F   | L   | 39    |        | Kungälv, Sverige       |
| 19 | Sverige  | Björn Svensson    | F   | L   | 38    |        | Ljungby, Sverige       |
| 27 | Finland  | Timo Pärssinen    | F   | L   | 48    |        | Lojo, Finland          |
| 49 | Sverige  | Gabriel Karlsson  | C   | L   | 45    |        | Borlänge, Sverige      |
| 51 | Sverige  | Anton Lander      | C   | L   | 33    |        | Timrå, Sverige         |